# 淑女怪盗ジェーンの冒険
『淑女怪盗ジェーンの冒険』（しゅくじょかいとうジェーンのぼうけん、Four Square Jane は、1929年に発表されたエドガー・ウォーレスによる推理小説。神出鬼没の女盗賊を主人公にした犯罪小説（悪漢小説）である。

## 物語
ジョーゼフ・ルインスタインは自宅でのパーティーへの女盗賊ジェーンの侵入に備え、私立探偵を雇う。ところがやって来たのは、子供のような小柄なアメリカ人の女探偵だった。果たして彼女はジェーンの進入を防げるのか。

## 主な登場人物
- フォー・スクエア・ジェーン - 淑女怪盗。犯行現場にはカードを必ず残す。
- ジョーゼフ・ルインスタイン - 会社を複数持つ実業家。家でパーティーを開催する。
- ミリアム・ルインスタイン - ジョーゼフの妻。怪盗ジェーンの噂を夫にする。
- オヴィンガム婦人 - パーティーの招待客。ジョーゼフの事業パートナー。
- キャロライン・スミス - 怪盗ジェーンのルインスタイン邸への侵入に備えて、雇われたアメリカ人の女探偵。
- セスリッジ - 車のガソリン切れでルインスタイン邸に立ち寄った医者。
- クレイソープ - 資産家。怪盗ジェーンに盗まれた宝石に１万ポンドの懸賞金を出すと発表した。
- ジョン・デナム卿 - 高名な外科医。ブロクスリー婦人科医院の顧問。
- パーソンズ医師 - ブロクスリー婦人科医院の理事長。

## 内容
- 連作短編集だが、各章は個別の事件を扱っている。第三章「盗まれたロムニー」はエラリー・クイーンのアンソロジー「犯罪の中のレディたち」[1]にも収録された。
- フォー・スクエア・ジェーンは推理小説における「五大義賊」[2]と呼ばれることもある。

## 翻訳
- 『淑女怪盗ジェーンの冒険 アルセーヌ・ルパンの後継者たち』（川原あかね訳、2015年、論創社）
  - ウォーレスの中編ユーモア小説『三姉妹の大いなる報酬』(1922)が併録。